# Ruinen (Ukraina)
Ruinen är ett reformhistoriskt begrepp för det långdragna inbördeskriget 1659–1686 i det som numera är Ukraina. Striden stod mellan zaporizjakosacker som var för och emot den unionen med Tsarryssland som hetmanen Bohdan Chmelnytskyj hade ingått vid fördraget i Perejaslav 1654. Ruinen är ett begrepp som används i dagens nationalistiska Ukraina.